# Grand Prix-wegrace van België 1956
De Grand Prix-wegrace van België 1956 was de derde Grand Prix van wereldkampioenschap wegrace in het seizoen 1956. De races werden verreden op 8 juli 1956 op het Circuit de Spa-Francorchamps nabij Malmedy. In België kwamen alle klassen aan de start.

## Algemeen
In België was vooral het 500cc-veld weer compleet omdat de schorsingen van een aantal coureurs waren afgelopen. Daardoor konden de Gilera-rijders voor het eerst aan de start komen. De FIM had de straf van zes maanden opgelegd om Gilera zo in elk geval de theoretische kans te geven nog te strijden om het wereldkampioenschap, maar door het vervallen van de GP van Zwitserland en de GP van Frankrijk was dat praktisch onmogelijk. Voor de derde keer op rij won Carlo Ubbiali zowel de 125- als de 250cc-race, waardoor hij nog maar enkele punten verwijderd was van de wereldtitel.

## 500cc-klasse
Eindelijk konden Geoff Duke en Reg Armstrong aan de start komen, maar ze scoorden geen punten. Duke nam weliswaar de leiding in de race, maar moest opgeven, waardoor John Surtees (MV Agusta) de race won voor Walter Zeller (BMW) en Umberto Masetti. Alfredo Milani reed zijn Gilera naar de vijfde plaats. Ken Kavanagh viel met de Moto Guzzi V8 weer uit en weigerde de rest van het seizoen nog met de machine te rijden.
| Pos | Coureur          | Merk      | Tijd      | Punten |
| --- | ---------------- | --------- | --------- | ------ |
| 1   | John Surtees     | MV Agusta | 1:09"02'2 | 8      |
| 2   | Walter Zeller    | BMW       | +39'0     | 6      |
| 3   | Pierre Monneret  | Gilera    | +1"28'5   | 4      |
| 4   | Umberto Masetti  | MV Agusta | +1"28'9   | 3      |
| 5   | Alfredo Milani   | Gilera    | +2"21'1   | 2      |
| 6   | Auguste Goffin   | Norton    | +3"40'7   | 1      |
| 7   | Barry Hodgkinson | Norton    | +3"57'5   |        |
| 8   | John Storr       | Norton    | +3"57'8   |        |
| 9   | Bob Matthews     | Norton    | +1 ronde  |        |
| 10  | Keith Bryen      | Norton    | +1 ronde  |        |
| 11  | Eddie Grant      | Norton    | +1 ronde  |        |
| 12  | John Grace       | Norton    | +1 ronde  |        |
| 13  | Fred Cook        | Matchless | +1 ronde  |        |
| 14  | Michael Roche    | Norton    | +1 ronde  |        |
| 15  | Pierre Nicholas  | Norton    | +2 ronden |        |

| Coureur            | Merk       | Oorzaak |
| ------------------ | ---------- | ------- |
| Bob Brown          | Matchless  |         |
| Keith Campbell     | Norton     |         |
| Ken Kavanagh       | Moto Guzzi |         |
| Firmin Dauwe       | Norton     |         |
| Jules Nies         | Norton     |         |
| Raymond Bogaerdt   | Norton     |         |
| Ernst Riedelbauch  | BMW        |         |
| Günther Borgesdiek | Norton     |         |
| Hans-Günther Jäger | Norton     |         |
| Bill Lomas         | Moto Guzzi |         |
| Geoff Duke         | Gilera     |         |
| Jackie Wood        | Norton     |         |
| Reg Armstrong      | Gilera     |         |
| Leen Reehorst      | Norton     |         |
| Paul Fahey         | Matchless  |         |

| Coureur         | Merk       | Oorzaak |
| --------------- | ---------- | ------- |
| Gerold Klinger  | BMW        |         |
| Ernst Hiller    | BMW        |         |
| Bob McIntyre    | Norton     |         |
| Derek Ennett    | Matchless  |         |
| Dickie Dale     | Moto Guzzi |         |
| Geoff Tanner    | Norton     |         |
| Jack Brett      | Norton     |         |
| John Hartle     | Norton     |         |
| Wilfred Herron  | Norton     |         |
| Carlo Bandirola | MV Agusta  |         |
| Libero Liberati | Gilera     |         |
| Peter Murphy    | Matchless  |         |

### Top tien tussenstand 500cc-klasse
| Pos | Coureur         | Merk       | Ptn |
| --- | --------------- | ---------- | --- |
| 1   | John Surtees    | MV Agusta  | 24  |
| 2   | Walter Zeller   | BMW        | 15  |
| 3   | John Hartle     | Norton     | 6   |
| 4   | Eddie Grant     | Norton     | 4   |
| 4   | Jack Brett      | Norton     | 4   |
| 4   | Pierre Monneret | Gilera     | 4   |
| 7   | Keith Bryen     | Norton     | 3   |
| 7   | Umberto Masetti | MV Agusta  | 3   |
| 9   | Paul Fahey      | Matchless  | 2   |
| 9   | Bill Lomas      | Moto Guzzi | 2   |
| 9   | Alfredo Milani  | Gilera     | 2   |

## 350cc-klasse
John Surtees scoorde de eerste overwinning met de MV Agusta viercilinder en omdat Ken Kavanagh geen punten scoorde was het 350cc-kampioenschap helemaal open, met MV Agusta, Moto Guzzi en DKW in de top van het klassement.
| Pos | Coureur          | Merk       | Tijd    | Punten |
| --- | ---------------- | ---------- | ------- | ------ |
| 1   | John Surtees     | MV Agusta  | 52"48'6 | 8      |
| 2   | August Hobl      | DKW        | +16'8   | 6      |
| 3   | Cecil Sandford   | DKW        | +48'1   | 4      |
| 4   | Karl Hofmann     | DKW        |         | 3      |
| 5   | Umberto Masetti  | MV Agusta  |         | 2      |
| 6   | Hans Bartl       | DKW        |         | 1      |
| 7   | Auguste Goffin   | Norton     |         |        |
| 8   | Bob Matthews     | Norton     |         |        |
| 9   | Barry Hodgkinson | Norton     |         |        |
| 10  | John Storr       | Norton     |         |        |
| 11  | Arthur Wheeler   | Moto Guzzi |         |        |
| 12  | Eddie Grant      | Norton     |         |        |

| Coureur    | Merk       | Oorzaak |
| ---------- | ---------- | ------- |
| Bill Lomas | Moto Guzzi |         |

| Coureur         | Merk   | Oorzaak      |
| --------------- | ------ | ------------ |
| Libero Liberati | Gilera | Geen machine |

| Coureur         | Merk       |
| --------------- | ---------- |
| Bob Brown       | AJS        |
| Ken Kavanagh    | Moto Guzzi |
| Alan Trow       | Norton     |
| Derek Ennett    | AJS        |
| Dickie Dale     | Moto Guzzi |
| Jack Brett      | Norton     |
| John Hartle     | Norton     |
| Roberto Colombo | MV Agusta  |
| Peter Murphy    | AJS        |

### Top tien tussenstand 350cc-klasse
| Pos | Coureur         | Merk       | Ptn |
| --- | --------------- | ---------- | --- |
| 1   | John Surtees    | MV Agusta  | 14  |
| 2   | Ken Kavanagh    | Moto Guzzi | 10  |
| 2   | Cecil Sandford  | DKW        | 10  |
| 2   | August Hobl     | DKW        | 10  |
| 5   | Bill Lomas      | Moto Guzzi | 8   |
| 6   | Derek Ennett    | AJS        | 6   |
| 7   | John Hartle     | Norton     | 4   |
| 8   | Karl Hofmann    | DKW        | 3   |
| 9   | Eddie Grant     | Norton     | 2   |
| 9   | Umberto Masetti | MV Agusta  | 2   |

## 250cc-klasse
| Pos | Coureur              | Merk       | Tijd     | Punten |
| --- | -------------------- | ---------- | -------- | ------ |
| 1   | Carlo Ubbiali        | MV Agusta  | 45"11'9  | 8      |
| 2   | Luigi Taveri         | MV Agusta  | +38'1    | 6      |
| 3   | Horst Kassner        | NSU        | +1"41'2  | 4      |
| 4   | Kees Koster          | NSU        | +2"59'0  | 3      |
| 5   | Lo Simons            | NSU        | +3"28'2  | 2      |
| 6   | Jean-Pierre Bayle    | NSU        | +1 ronde | 1      |
| 7   | Karl-Julius Holthaus | NSU        | +1 ronde |        |
| 8   | Tarquinio Provini    | Mondial    | +1 ronde |        |
| 9   | Siegfried Lohmann    | Adler      | +1 ronde |        |
| 10  | Bill Maddrick        | Moto Guzzi | +1 ronde |        |

| Coureur           | Merk       | Oorzaak |
| ----------------- | ---------- | ------- |
| Enrico Lorenzetti | Moto Guzzi |         |

| Coureur           | Merk       |
| ----------------- | ---------- |
| Bob Brown         | NSU        |
| Maurice Büla      | NSU        |
| František Bartoš  | ČZ         |
| Jiří Koštír       | ČZ         |
| Hans Baltisberger | NSU        |
| Roland Heck       | NSU        |
| Arthur Wheeler    | Moto Guzzi |
| Sammy Miller      | NSU        |
| Alano Montanari   | Moto Guzzi |
| Remo Venturi      | MV Agusta  |
| Roberto Colombo   | MV Agusta  |
| Bob Coleman       | NSU        |

### Top tien tussenstand 250cc-klasse
| Pos | Coureur           | Merk       | Ptn |
| --- | ----------------- | ---------- | --- |
| 1   | Carlo Ubbiali     | MV Agusta  | 24  |
| 2   | Luigi Taveri      | MV Agusta  | 12  |
| 3   | Roberto Colombo   | MV Agusta  | 9   |
| 3   | Horst Kassner     | NSU        | 9   |
| 5   | Enrico Lorenzetti | Moto Guzzi | 4   |
| 5   | Hans Baltisberger | NSU        | 4   |
| 7   | Kees Koster       | NSU        | 3   |
| 8   | František Bartoš  | ČZ         | 2   |
| 8   | Lo Simons         | NSU        | 2   |
| 10  | Sammy Miller      | NSU        | 1   |
| 10  | Jiří Koštír       | ČZ         | 1   |
| 10  | Jean-Pierre Bayle | NSU        | 1   |

## 125cc-klasse
| Pos | Coureur            | Merk      | Tijd      | Punten |
| --- | ------------------ | --------- | --------- | ------ |
| 1   | Carlo Ubbiali      | MV Agusta | 42"09'1   | 8      |
| 2   | Fortunato Libanori | MV Agusta | +39'6     | 6      |
| 3   | Pierre Monneret    | Gilera    | +51'9     | 4      |
| 4   | Luigi Taveri       | MV Agusta | +2"04'5   | 3      |
| 5   | Karl Hofmann       | DKW       | +2"52'3   | 2      |
| 6   | John Grace         | Montesa   | +1 ronde  | 1      |
| 7   | Lo Simons          | Mondial   | +2 ronden |        |

| Coureur            | Merk      |
| ------------------ | --------- |
| František Bartoš   | ČZ        |
| Václav Parus       | ČZ        |
| August Hobl        | DKW       |
| Enrico Sirera      | Montesa   |
| Francisco González | Montesa   |
| Marcello Cama      | Montesa   |
| Bill Maddrick      | MV Agusta |
| Bill Webster       | MV Agusta |
| Cecil Sandford     | Mondial   |
| Dave Chadwick      | LEF       |
| Frank Cope         | MV Agusta |
| Renato Sartori     | Mondial   |
| Romolo Ferri       | Gilera    |
| Sandro Artusi      | Ducati    |
| Tarquinio Provini  | Mondial   |

### Top tien tussenstand 125cc-klasse
| Pos | Coureur            | Merk      | Ptn |
| --- | ------------------ | --------- | --- |
| 1   | Carlo Ubbiali      | MV Agusta | 24  |
| 2   | Luigi Taveri       | MV Agusta | 8   |
| 3   | Marcello Cama      | Montesa   | 6   |
| 3   | Fortunato Libanori | MV Agusta | 6   |
| 5   | August Hobl        | DKW       | 4   |
| 5   | Francisco González | Montesa   | 4   |
| 5   | Karl Hofmann       | DKW       | 4   |
| 5   | Pierre Monneret    | Gilera    | 4   |
| 9   | Cecil Sandford     | Mondial   | 3   |
| 9   | Enrico Sirera      | Montesa   | 3   |

## Zijspanklasse
Omdat de BMW-rijders elkaar punten afsnoepten bleef er nog spanning in de zijspanklasse bestaan. Nadat Fritz Hillebrand twee keer gewonnen had, won dit keer Wilhelm Noll, terwijl Hillebrand slechts vierde werd. Peter "Pip" Harris behield door zijn tweede plaats ook nog steeds aansluiting in het WK, waardoor Norton nog steeds een rol speelde.
| Pos | Coureur            | Bakkenist          | Merk   | Tijd    | Punten |
| --- | ------------------ | ------------------ | ------ | ------- | ------ |
| 1   | Wilhelm Noll       | Fritz Cron         | BMW    | 43"17'5 | 8      |
| 2   | Pip Harris         | Ray Campbell       | Norton | +35'5   | 6      |
| 3   | Bob Mitchell       | Eric Bliss         | Norton | +40'2   | 4      |
| 4   | Fritz Hillebrand   | Manfred Grunwald   | BMW    | +43'5   | 3      |
| 5   | Helmut Fath        | Emil Ohr           | BMW    | +2"02'9 | 2      |
| 6   | Jacques Drion      | Inge Stoll-Laforge | BMW    | +2"13'6 | 1      |
| 7   | Jack Wijns         | Jean Verwoot       | BMW    | +3"57'9 |        |
| 8   | Walter Schneider   | Hans Strauß        | BMW    |         |        |
| 9   | Marcel Beauvais    | André Coudert      | Norton |         |        |
| 10  | Pierrot Vervroegen | Raymond Bogaerdt   | Norton |         |        |

| Coureur     | Bakkenist      | Merk   | Oorzaak |
| ----------- | -------------- | ------ | ------- |
| Cyril Smith | Stanley Dibben | Norton |         |

| Coureur           | Bakkenist      | Merk   |
| ----------------- | -------------- | ------ |
| Florian Camathias | Maurice Büla   | BMW    |
| Loni Neußner      | Dieter Hess    | BMW    |
| Bill Beevers      | Jeff Mundy     | Norton |
| Bill Boddice      | William Storr  | Norton |
| Ernie Walker      | Dun Roberts    | Norton |
| Frank Taylor      | Ron Taylor     | Norton |
| Jackie Beeton     | Les Nutt       | Norton |
| Albino Milani     | Rossano Milani | Gilera |

### Top tien tussenstand zijspanklasse
| Pos | Coureur           | Bakkenist          | Merk   | Ptn |
| --- | ----------------- | ------------------ | ------ | --- |
| 1   | Fritz Hillebrand  | Manfred Grunwald   | BMW    | 19  |
| 2   | Wilhelm Noll      | Fritz Cron         | BMW    | 14  |
| 3   | Pip Harris        | Ray Campbell       | Norton | 12  |
| 4   | Bob Mitchell      | Eric Bliss         | Norton | 10  |
| 5   | Cyril Smith       | Stanley Dibben     | Norton | 4   |
| 5   | Bill Boddice      | William Storr      | Norton | 4   |
| 7   | Florian Camathias | Maurice Büla       | BMW    | 2   |
| 7   | Jackie Beeton     | Les Nutt           | Norton | 2   |
| 7   | Jacques Drion     | Inge Stoll-Laforge | BMW    | 2   |
| 7   | Helmut Fath       | Emil Ohr           | BMW    | 2   |

1921 · 1922 · 1923 · 1924 · 1925 · 1926 · 1927 · 1928 · 1929 · 1930 · 1931 · 1932 · 1933 · 1934 · 1935 · 1936 · 1937 · 1938 · 1939 · 1947 · 1948 · 1949 · 1950 · 1951 · 1952 · 1953 · 1954 · 1955 · 1956 · 1957 · 1958 · 1959 · 1960 · 1961 · 1962 · 1963 · 1964 · 1965 · 1966 · 1967 · 1968 · 1969 · 1970 · 1971 · 1972 · 1973 · 1974 · 1975 · 1976 · 1977 · 1978 · 1979 · 1980 · 1981 · 1982 · 1983 · 1984 · 1985 · 1986 · 1988 · 1989 · 1990